# 카스텔카스타냐
카스텔카스타냐(이탈리아어: Castel Castagna)는 이탈리아 아브루초주 테라모도에 위치한 코무네다.